# El Caracol
El Caracol o Caracol è un grande sito archeologico costruito dalla civiltà maya situato nel distretto di Cayo, in Belize. Caracol si trova a circa 25 miglia a sud di Xunantunich e San Ignacio Cayo, a 460 metri dal livello del mare, sulle colline dei monti Maya, circondato dal Parco nazionale di Chiquibul. Caracol significa chiocciola in spagnolo, il nome originale datogli dai Maya potrebbe essere stato Oxhuitza (pronuncia o-shu-itsa). È conosciuto come tale perché A. H. Anderson, il capo delle spedizioni archeologiche nell'Honduras Britannico, trovò molte chiocciole nel sito dopo la scoperta del 1937 da parte di Rosa Mai, una boscaiola. 
Il sito era già abitato nel 1200 a.C., ma il periodo più florido si ebbe nella età classica dei Maya, con oltre 40 monumenti datati tra il 485 e l'889 con relative documentazioni riguardanti le dinastie dei sovrani.
Caana (il palazzo del cielo) è il monumento più grande di Caracol, e una delle strutture maggiori costruite dall'uomo nell'intero Belize.
La Caracol antica era una delle città maya più estese, coprendo 168 chilometri quadrati e ospitando una popolazione da 120 000 a 180 000 persone. Un monumento segnala la vittoria militare contro Tikal del 562, che mostra il Signore dell'Acqua di Caracol dopo aver catturato e sacrificato il Doppio Uccello di Tikal. Queste indicazioni archeologiche mostrano l'inizio della perdita di popolarità temporanea di Tikal come città centrale della regione e dello sviluppo di Caracol come potenza maggiore della zona..

## Storia moderna
Il sito venne scoperto nel 1937. L'Università della Pennsylvania condusse esplorazioni della zona e successive documentazioni vennero fatte nel 1951 e nel 1953. Un altro progetto di scavo è incominciato nel 1985, attualmente diretto dalle dottoresse Arlen e Diane Chase della Università della Florida Centrale. Il sito è gestito da guardiani locali del Belize Institute of Archaeology, una suddivisione del National Institute of Culture and History.
Il sito attrae una media di 15-20 turisti al giorno, con picchi maggiori durante il periodo pasquale.

### Tomba reale di Caracol
Nel 2025 è stata scoperta la tomba reale, una sepoltura maya nell'antica città di Caracol, in Belize, da Diane e Arlen Chase dell’Università di Houston. La tomba, datata al 350 d.C., potrebbe appartenere a Te K’ab Chaak, il presunto fondatore della dinastia locale. La scoperta è avvenuta vicino alla struttura di Caana durante la riapertura di una trincea scavata nel 1993. È stata trovata una camera funeraria intatta, grande circa 2 x 4 metri, con pareti ricoperte di cinabro.
All’interno c’erano i resti di un uomo anziano e diversi manufatti maya, tra cui una maschera funeraria in giada, tre set di orecchini,  perline con scimmie ragno, ceramiche con animali e un re con una lancia, un teschio in una ciotola e oggetti con gufi, colibrì, are. Basandosi su analisi al radiocarbonio e sullo stile dei reperti, i ricercatori collocano la tomba tra il 330 e il 350 d.C. La coincidenza temporale con l'inizio del regno di Te K’ab Chaak porta i Chase a ipotizzare che sia la sua sepoltura, anche se mancano iscrizioni identificative. Altri studiosi, come Stephen Houston, richiedono ulteriori prove.
La scoperta include anche elementi legati a Teotihuacan, come una cremazione rara per i Maya e ossidiana verde proveniente dal Messico centrale. Secondo i Chase, ciò suggerisce contatti già nel 350 d.C., prima dell’"entrada" a Tikal (378 d.C.). Ma altri esperti, come Anabel Ford, restano scettici.

## Galleria d'immagini

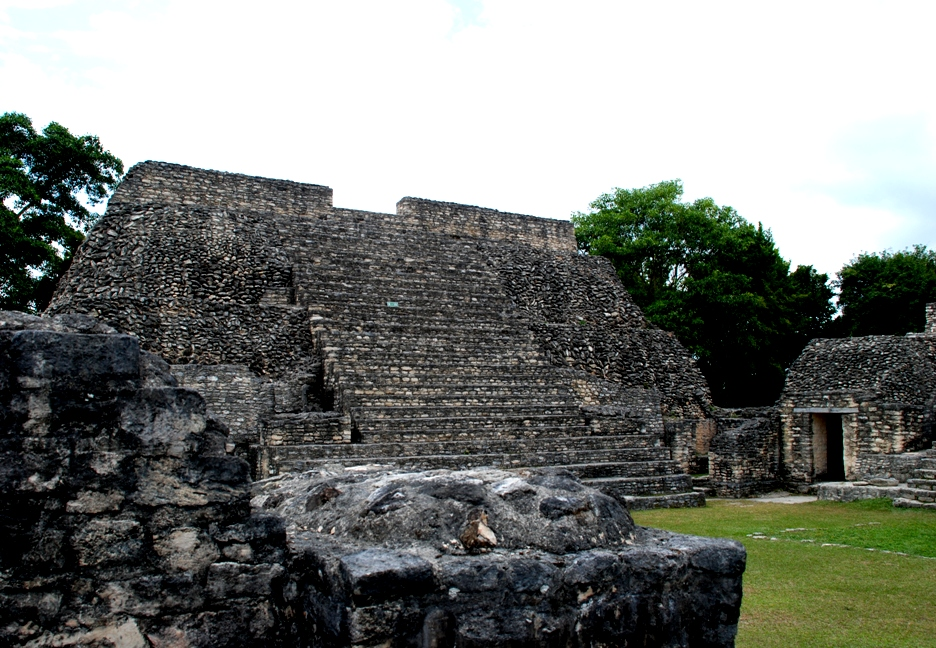
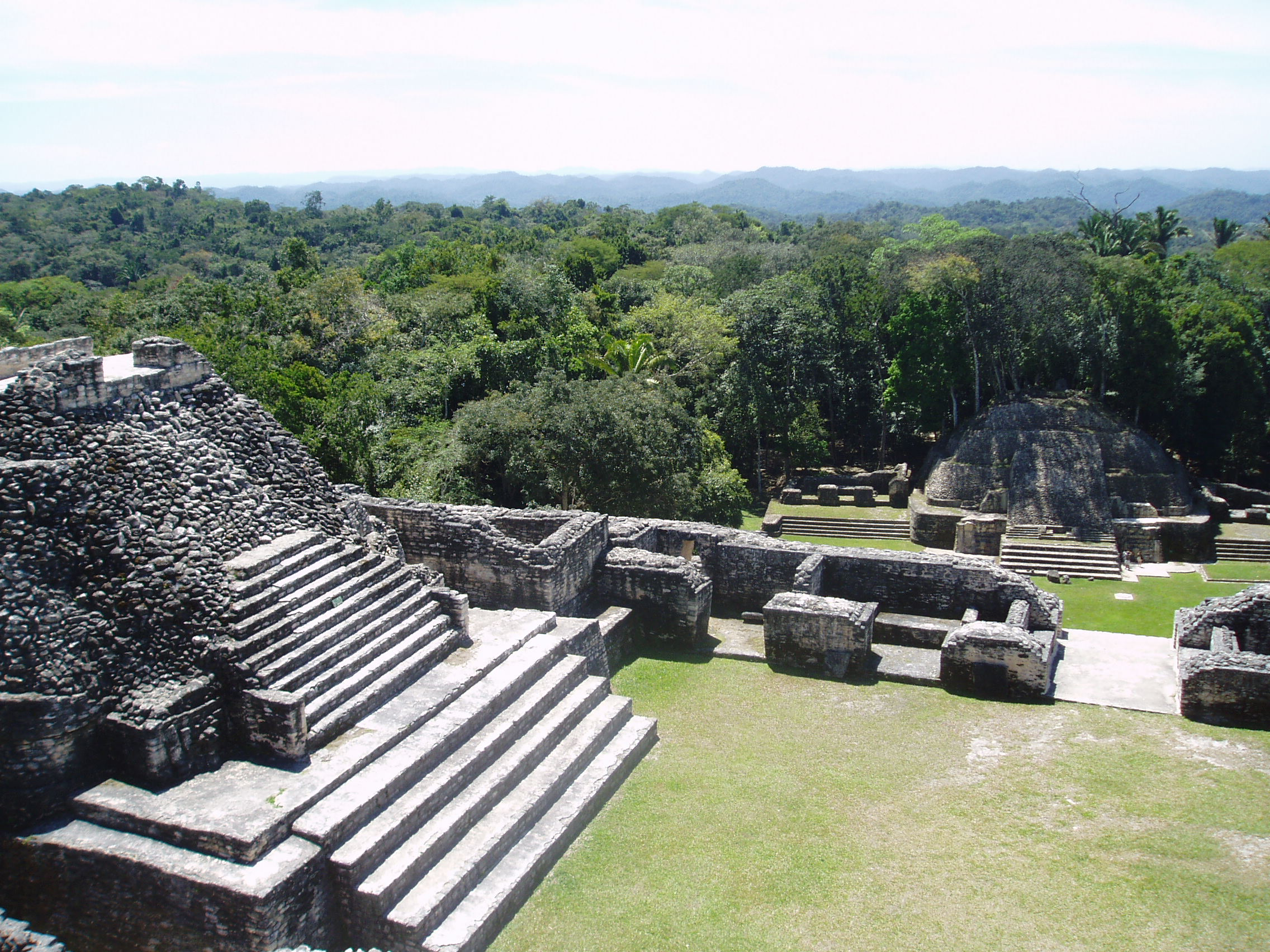
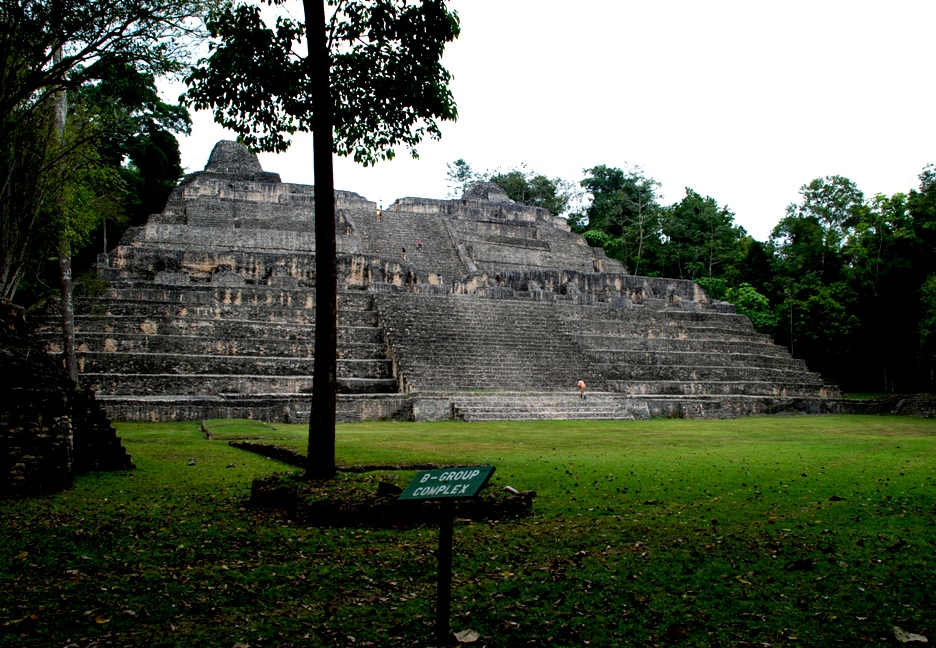
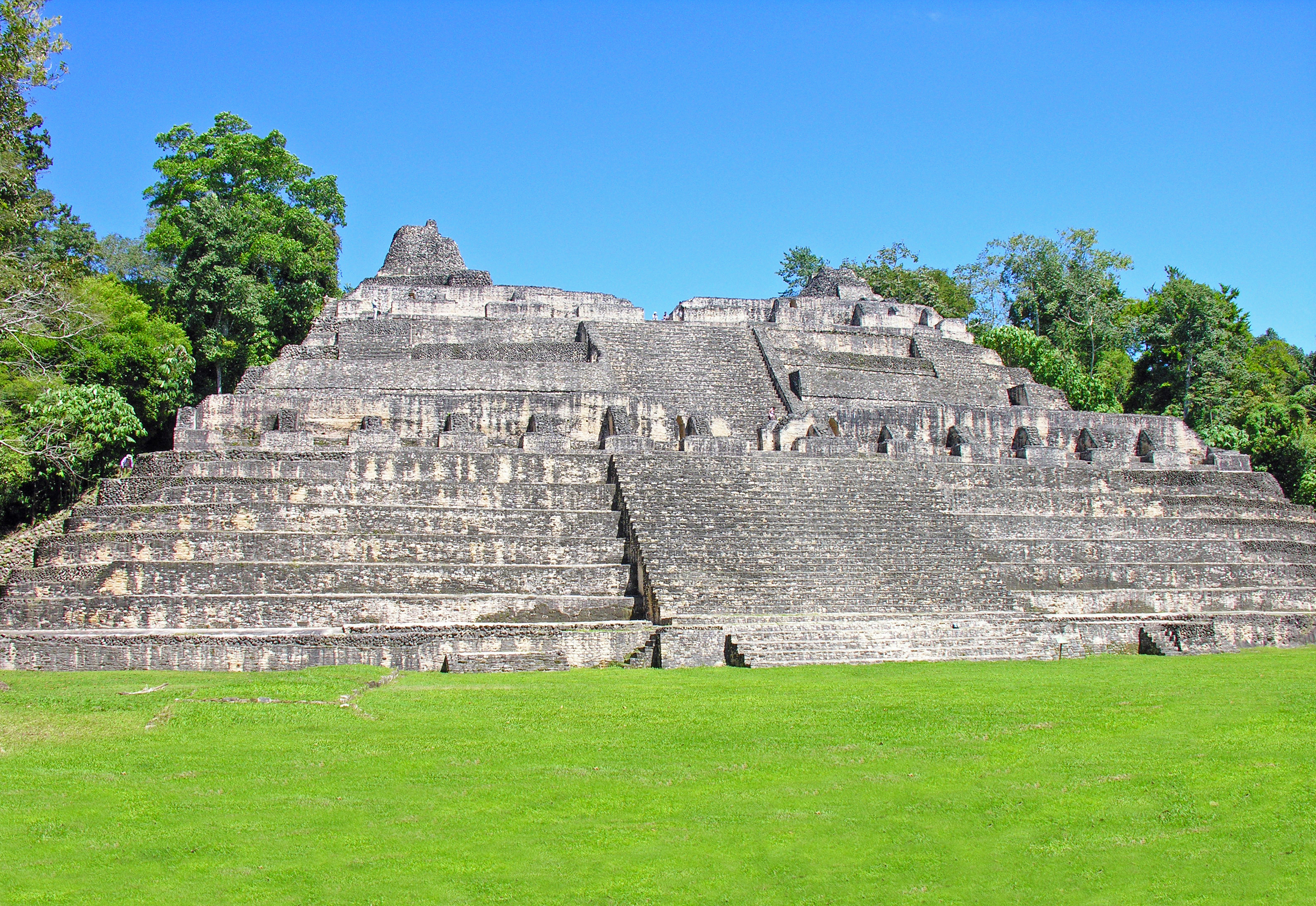
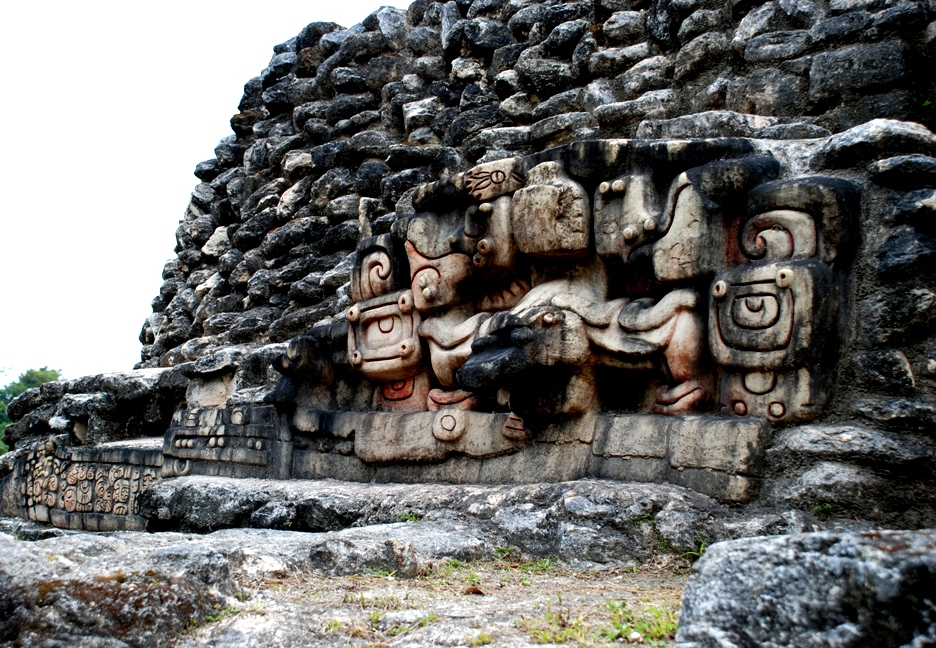
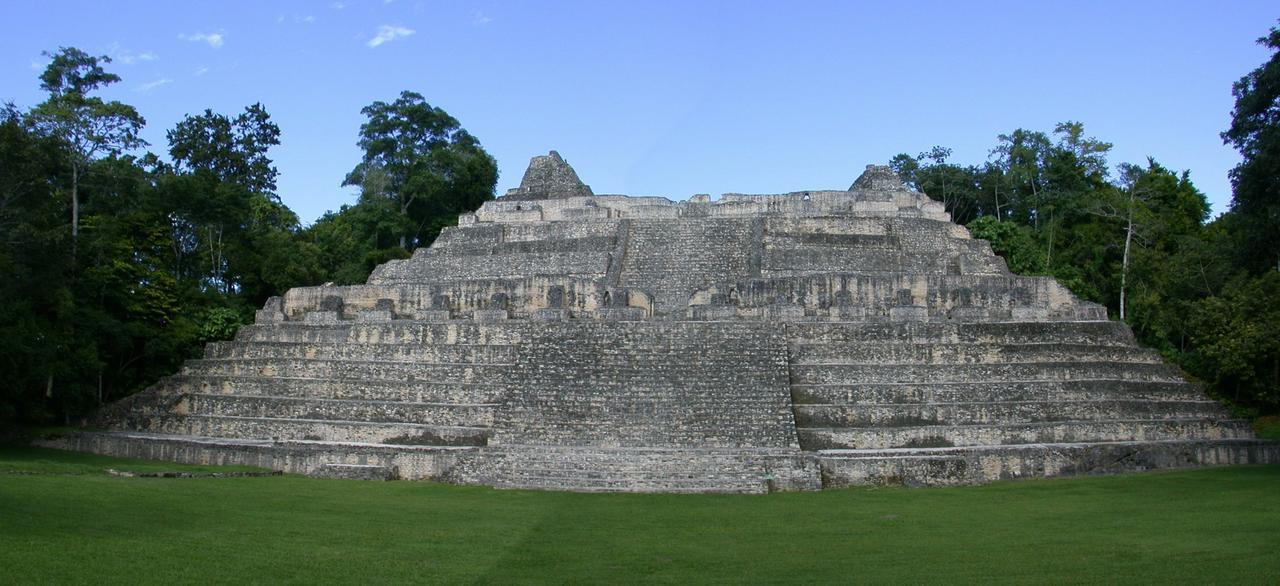
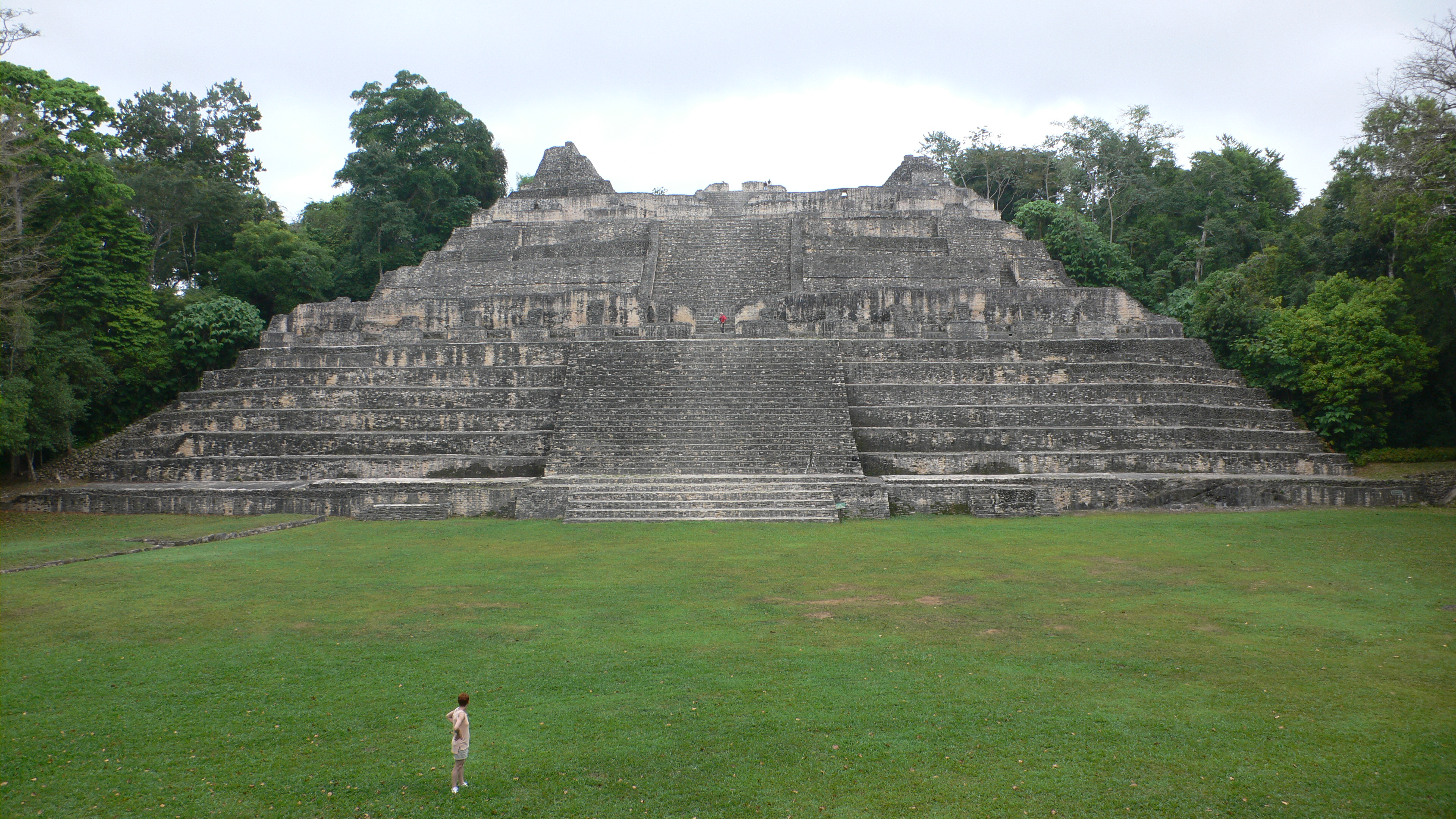
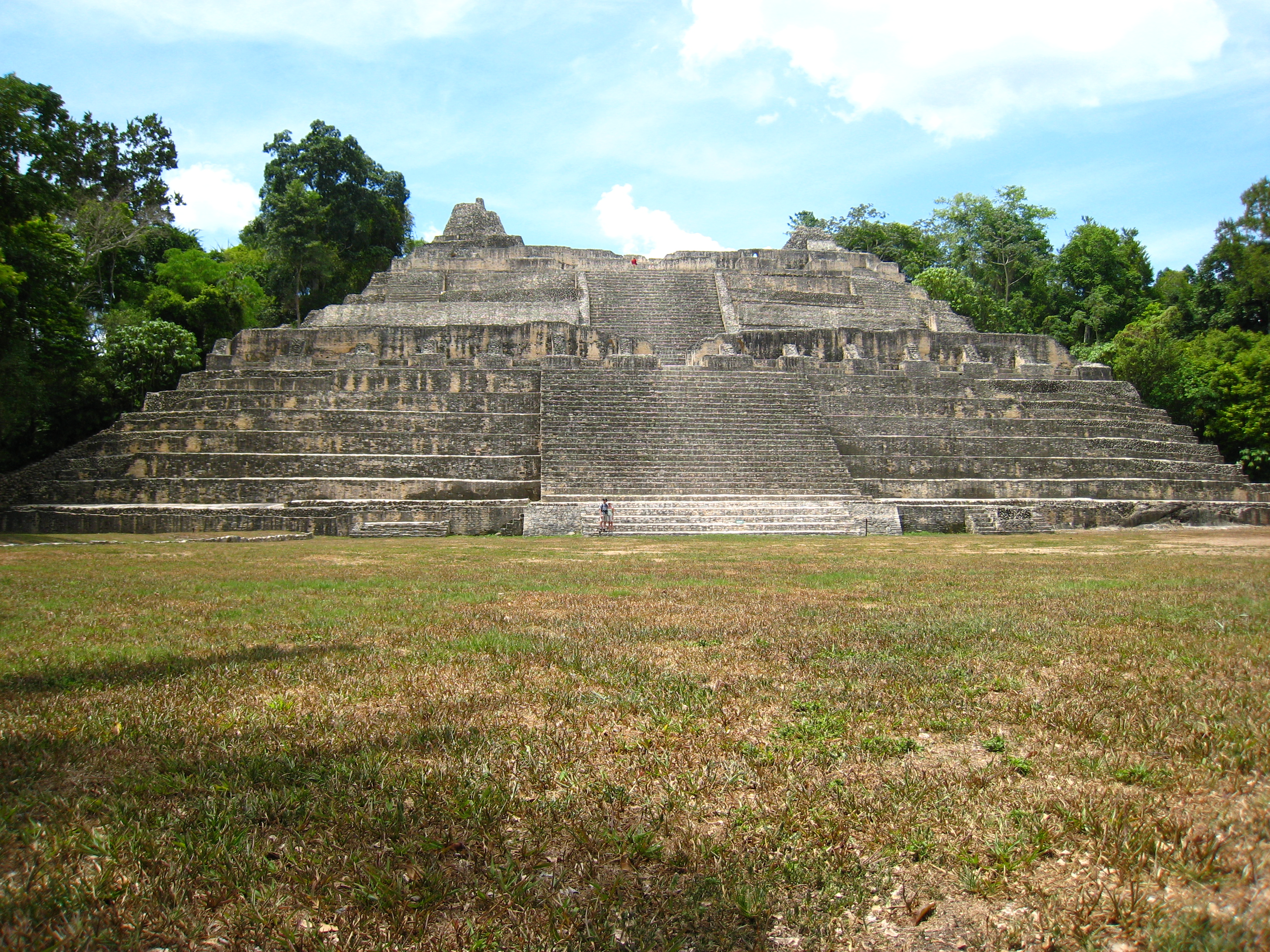
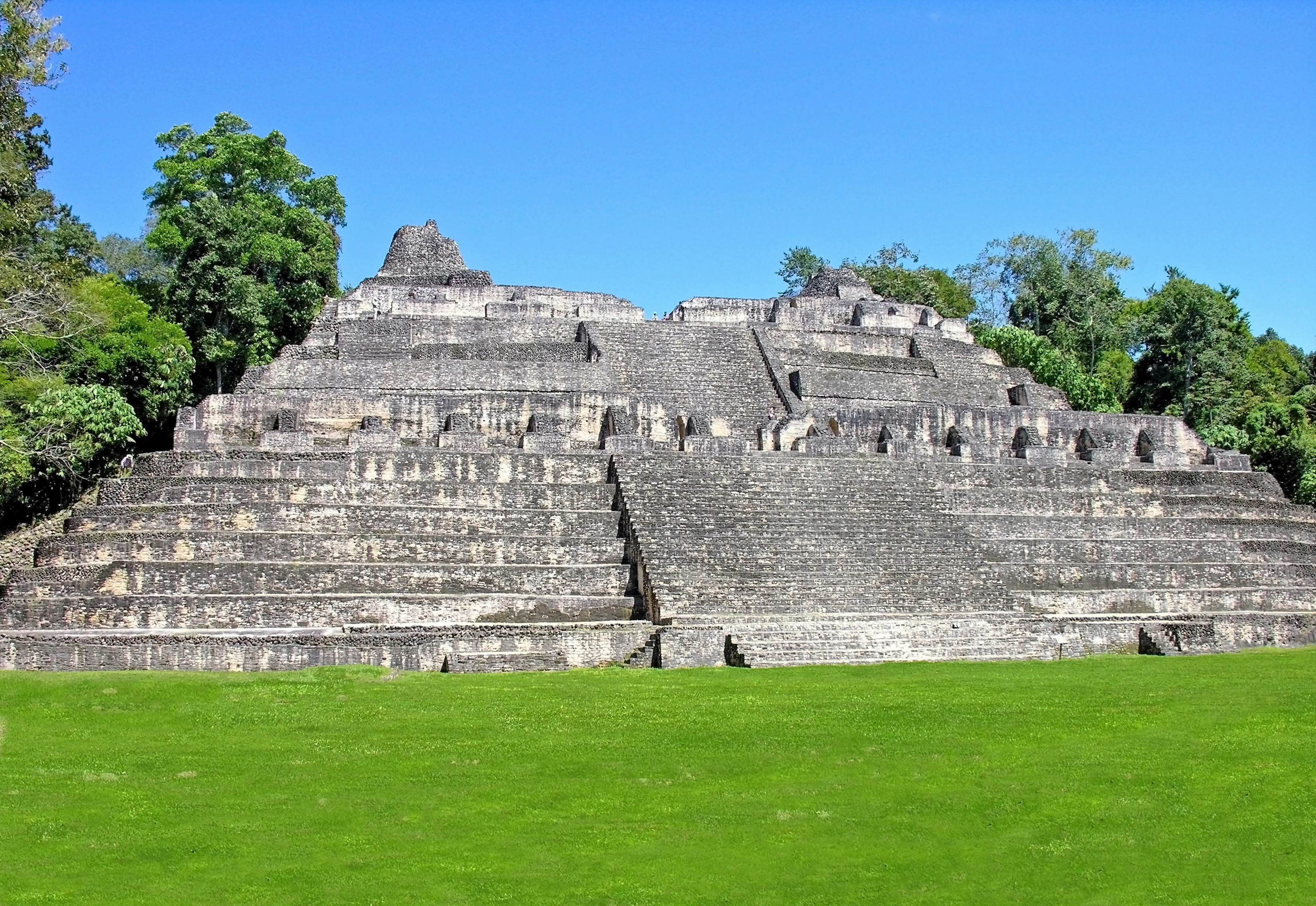
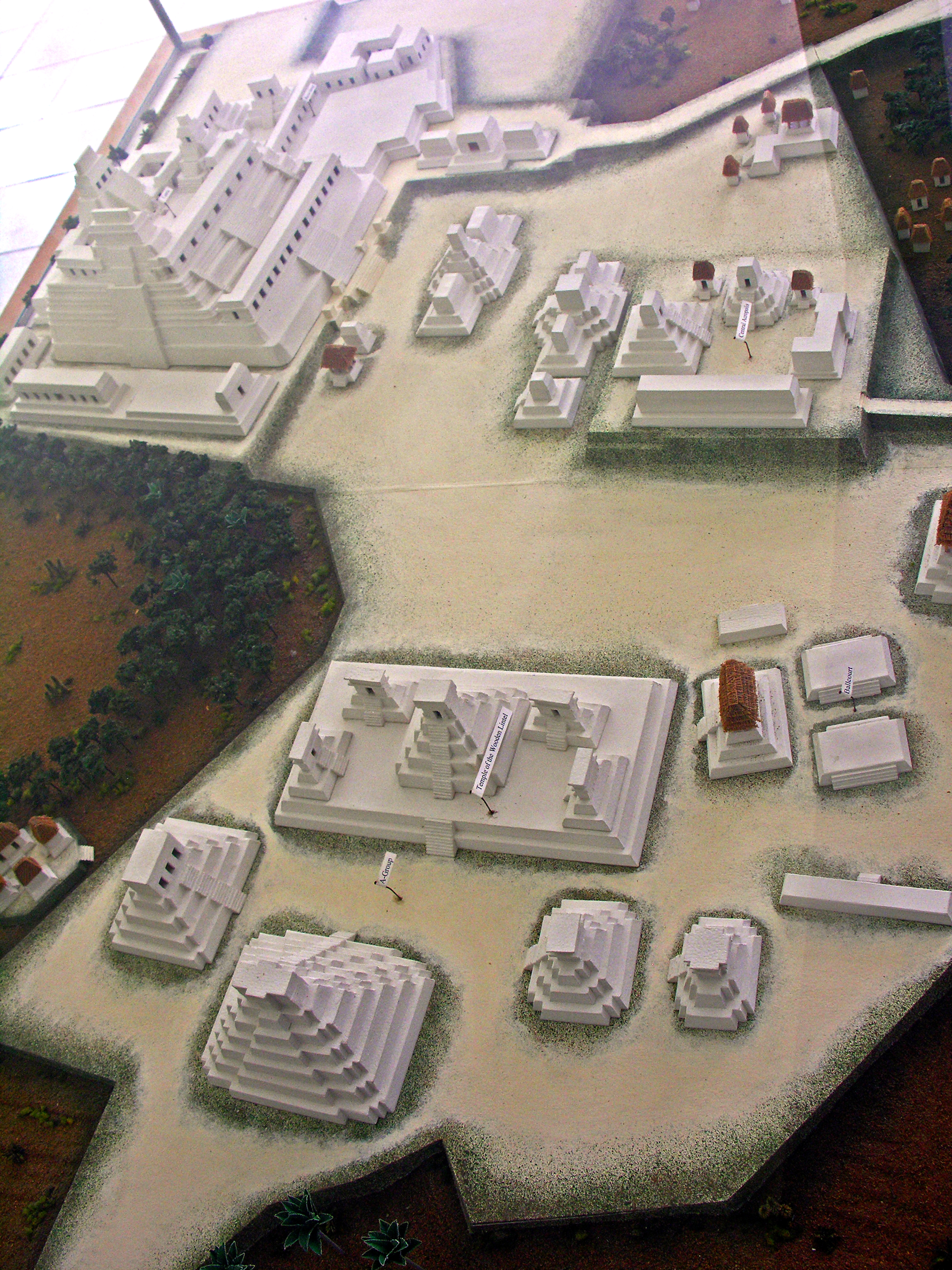
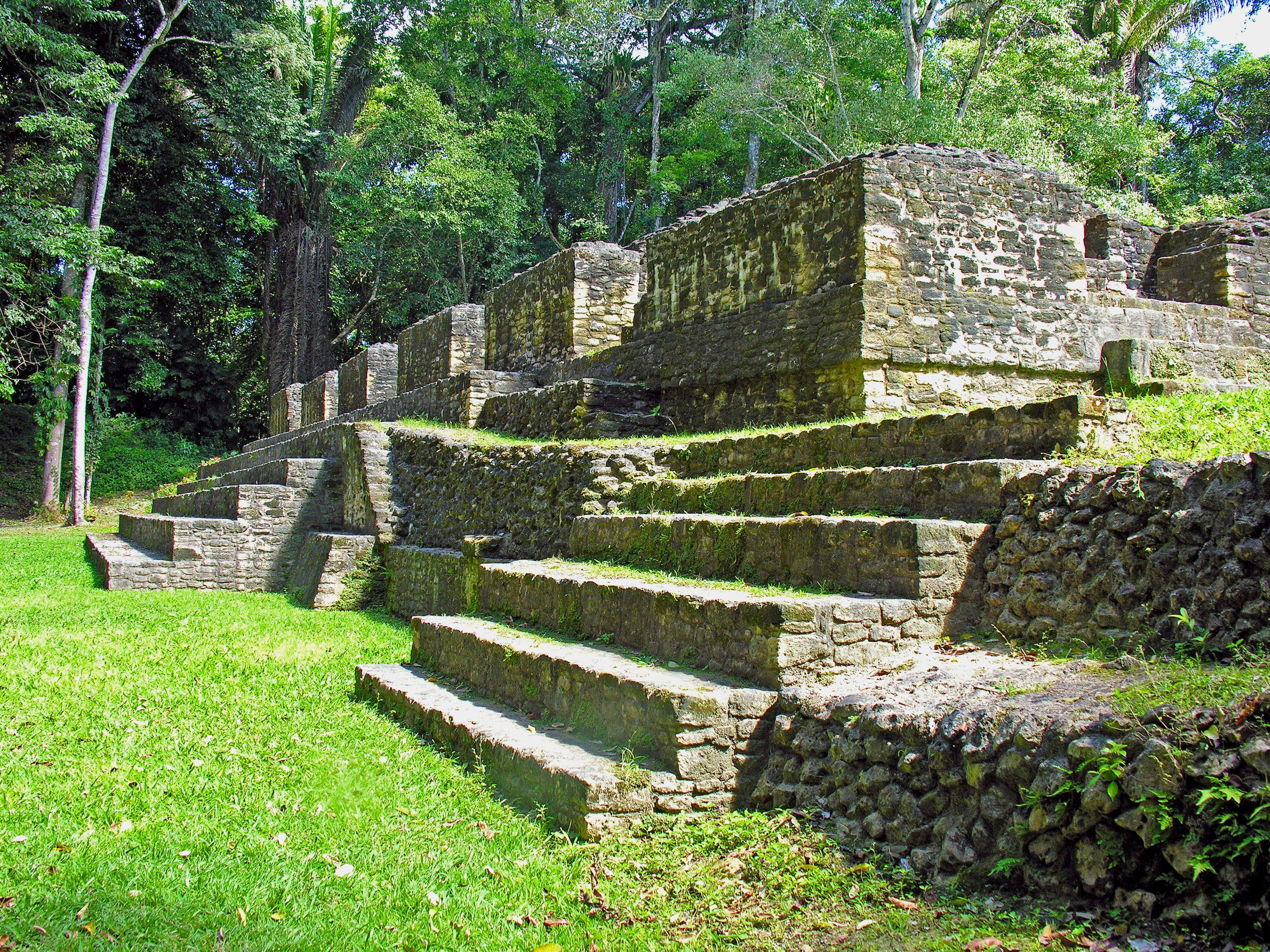
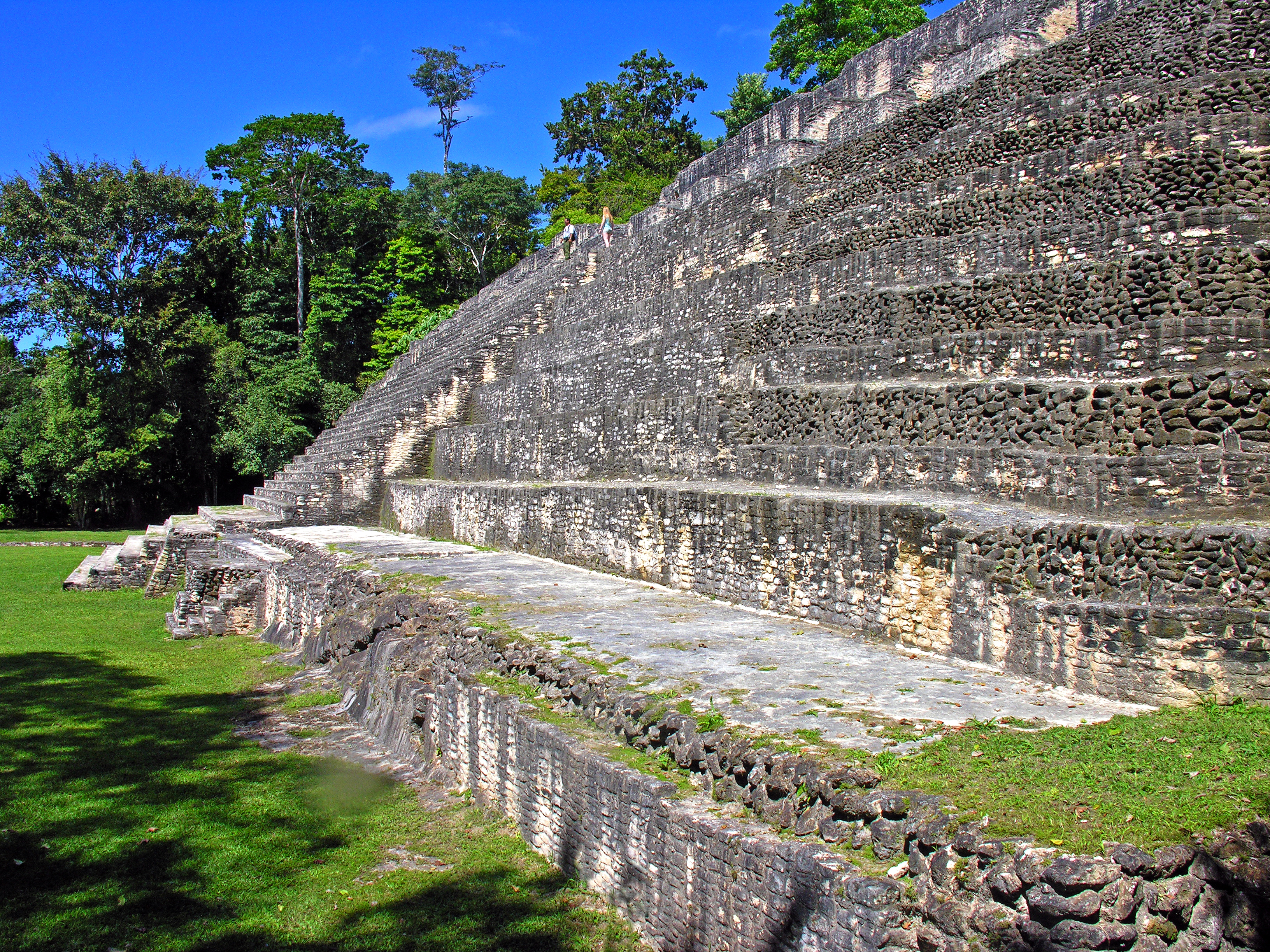
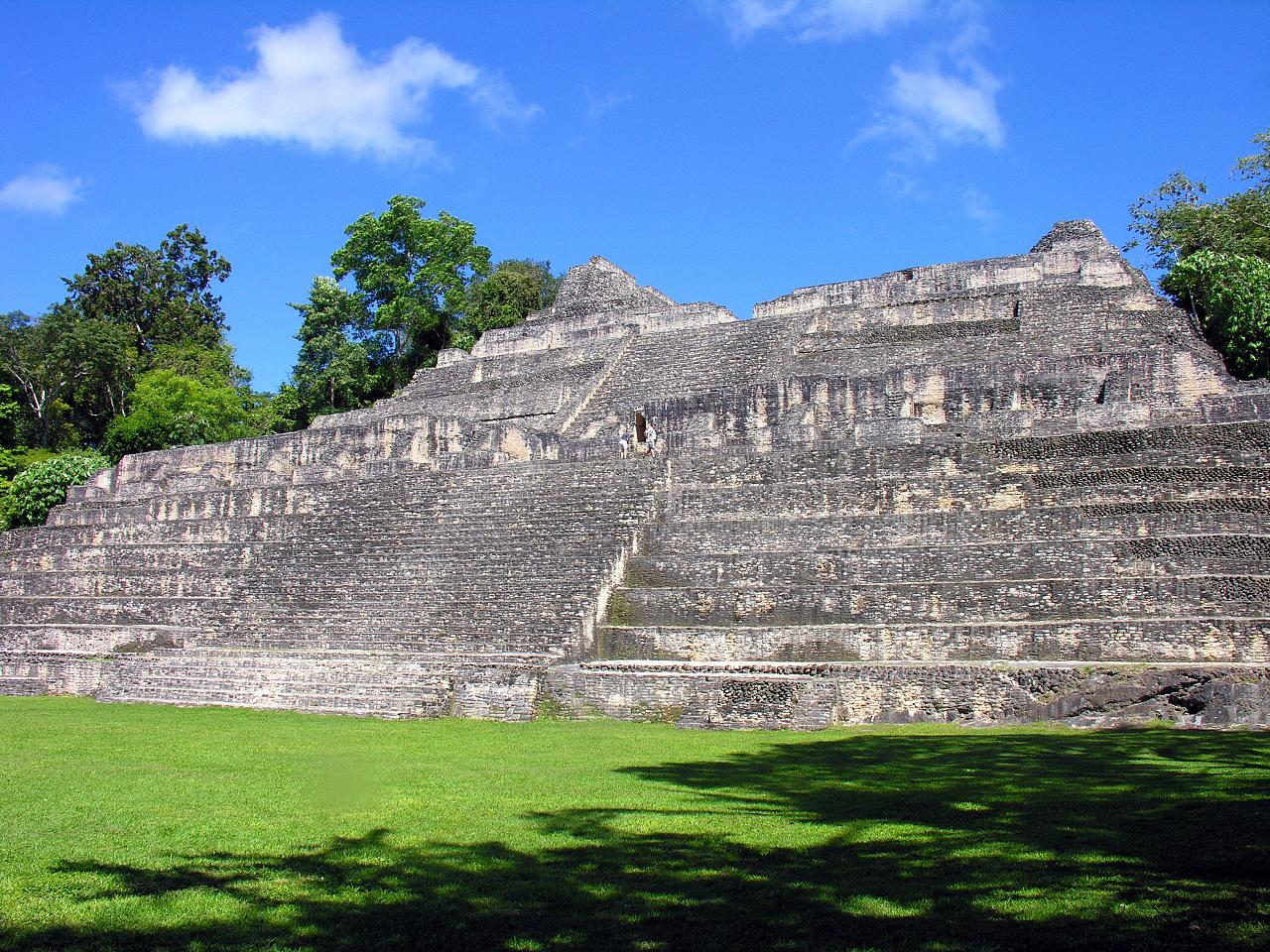
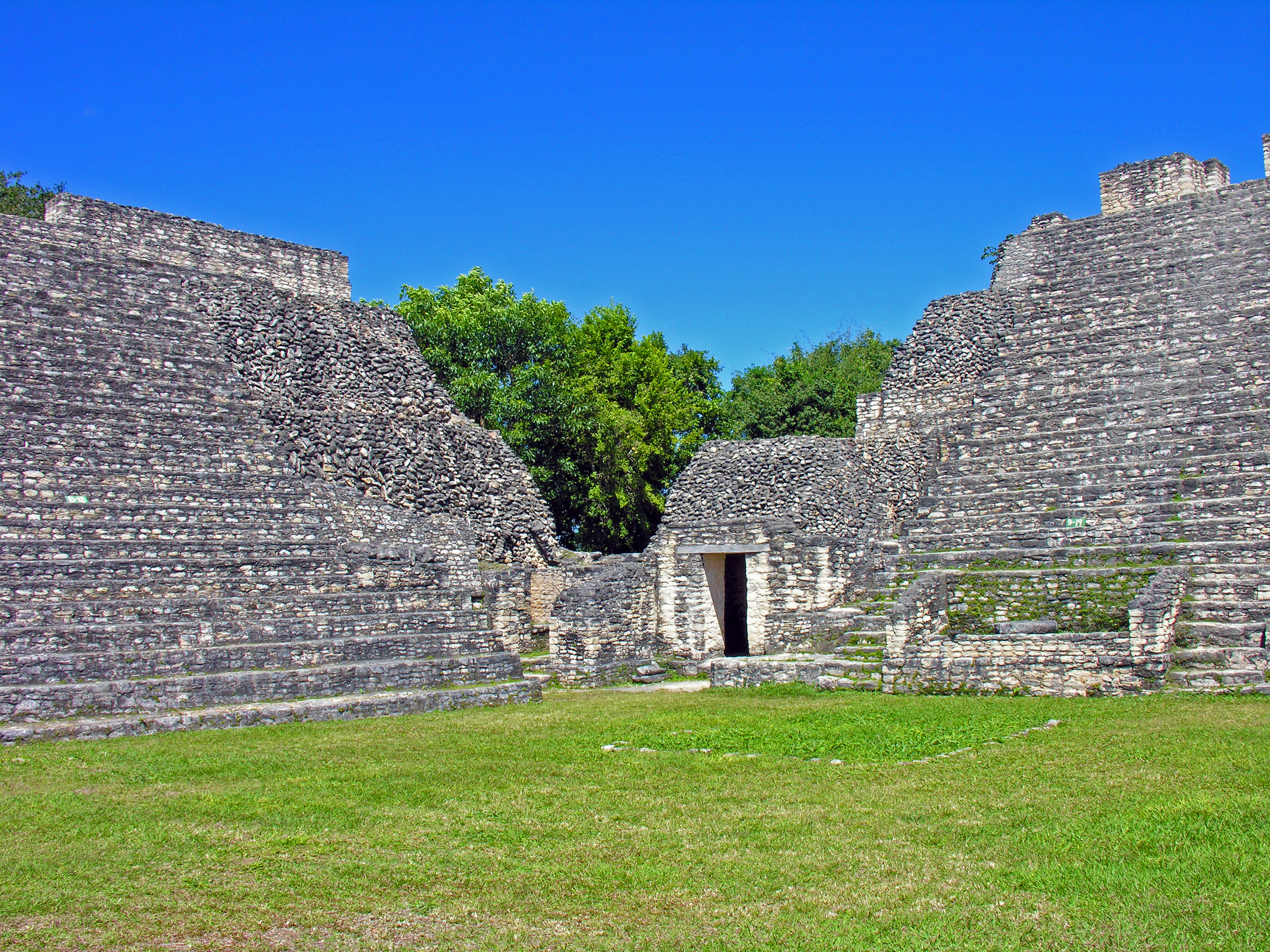
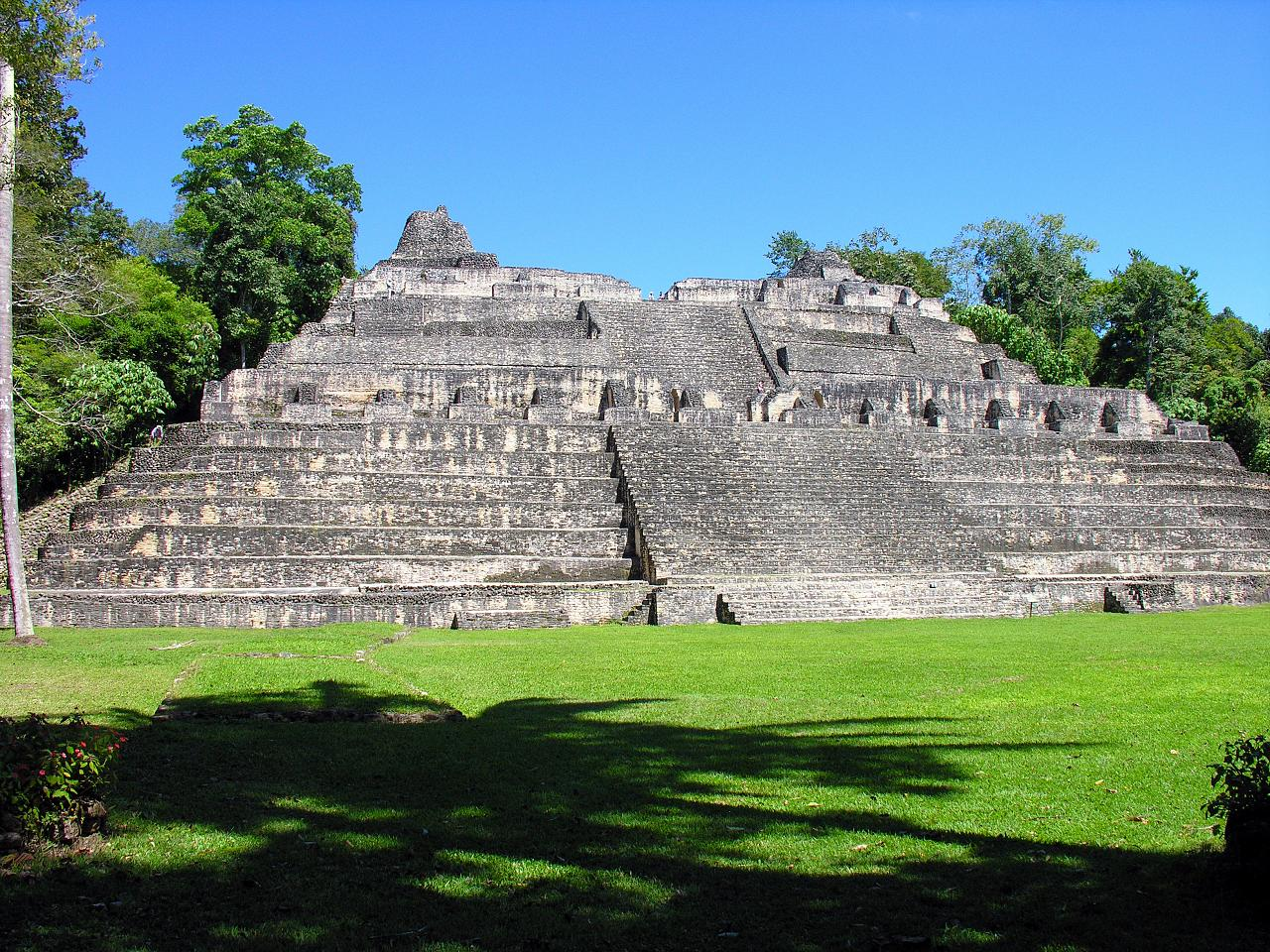
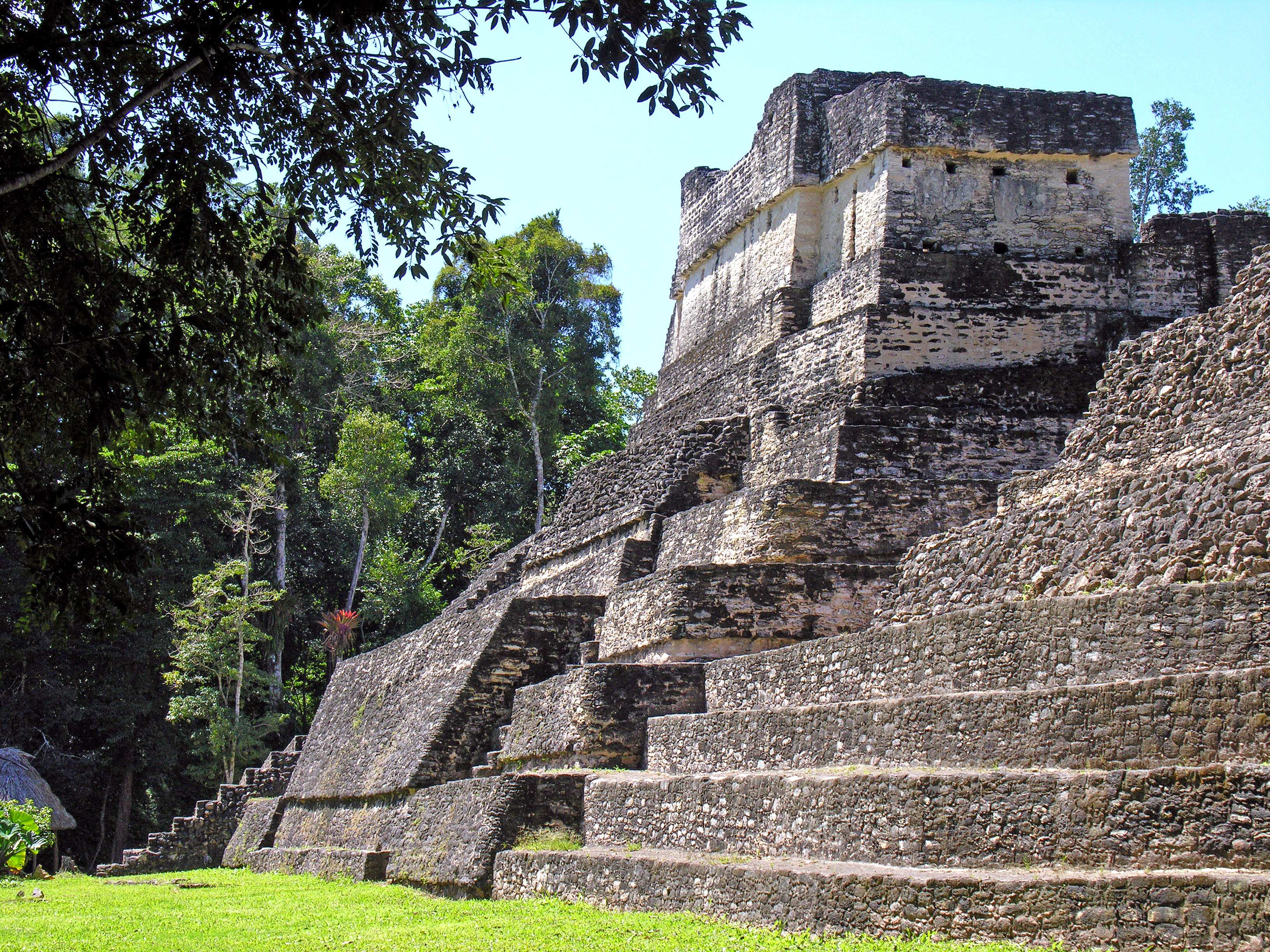
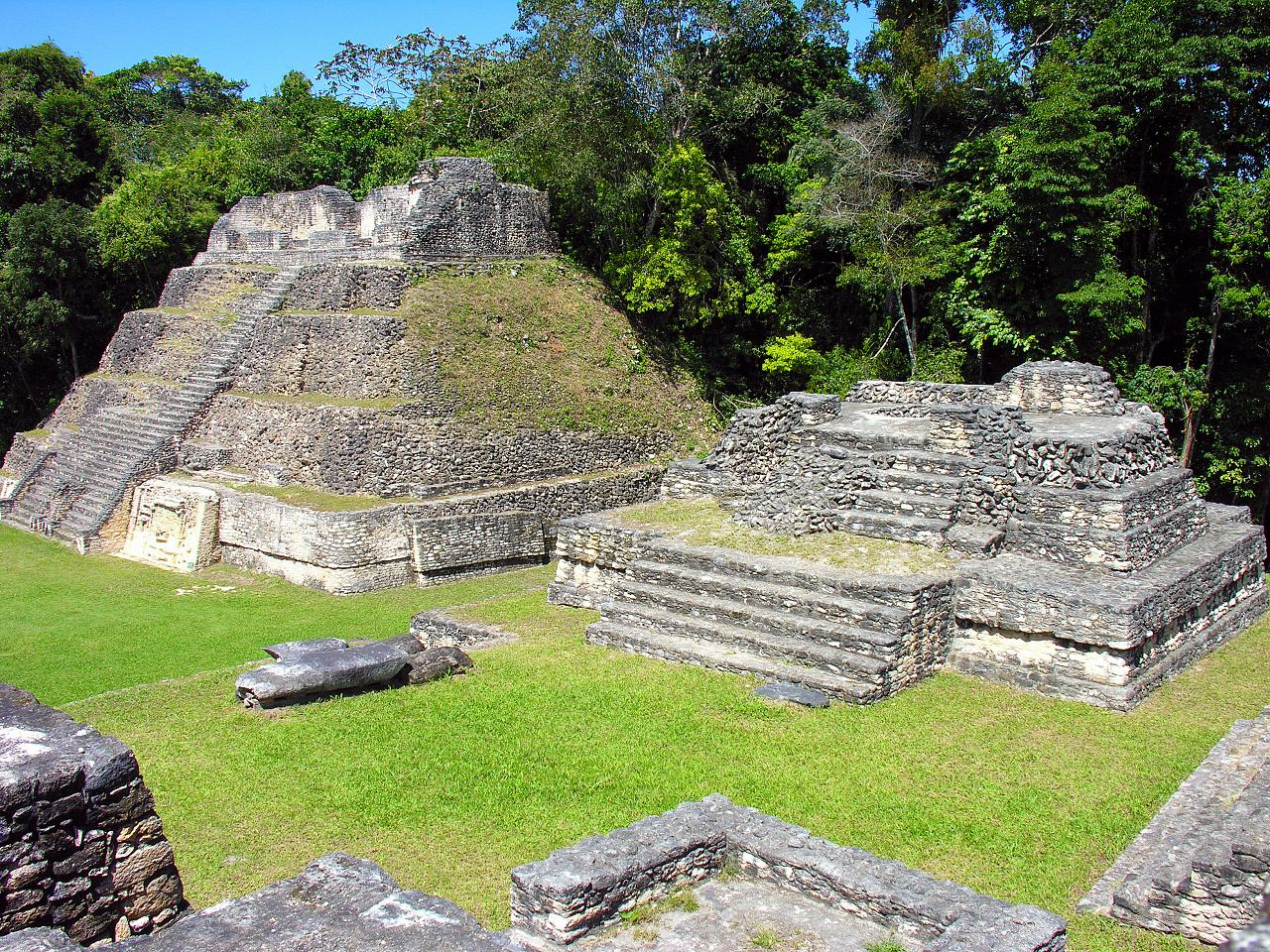
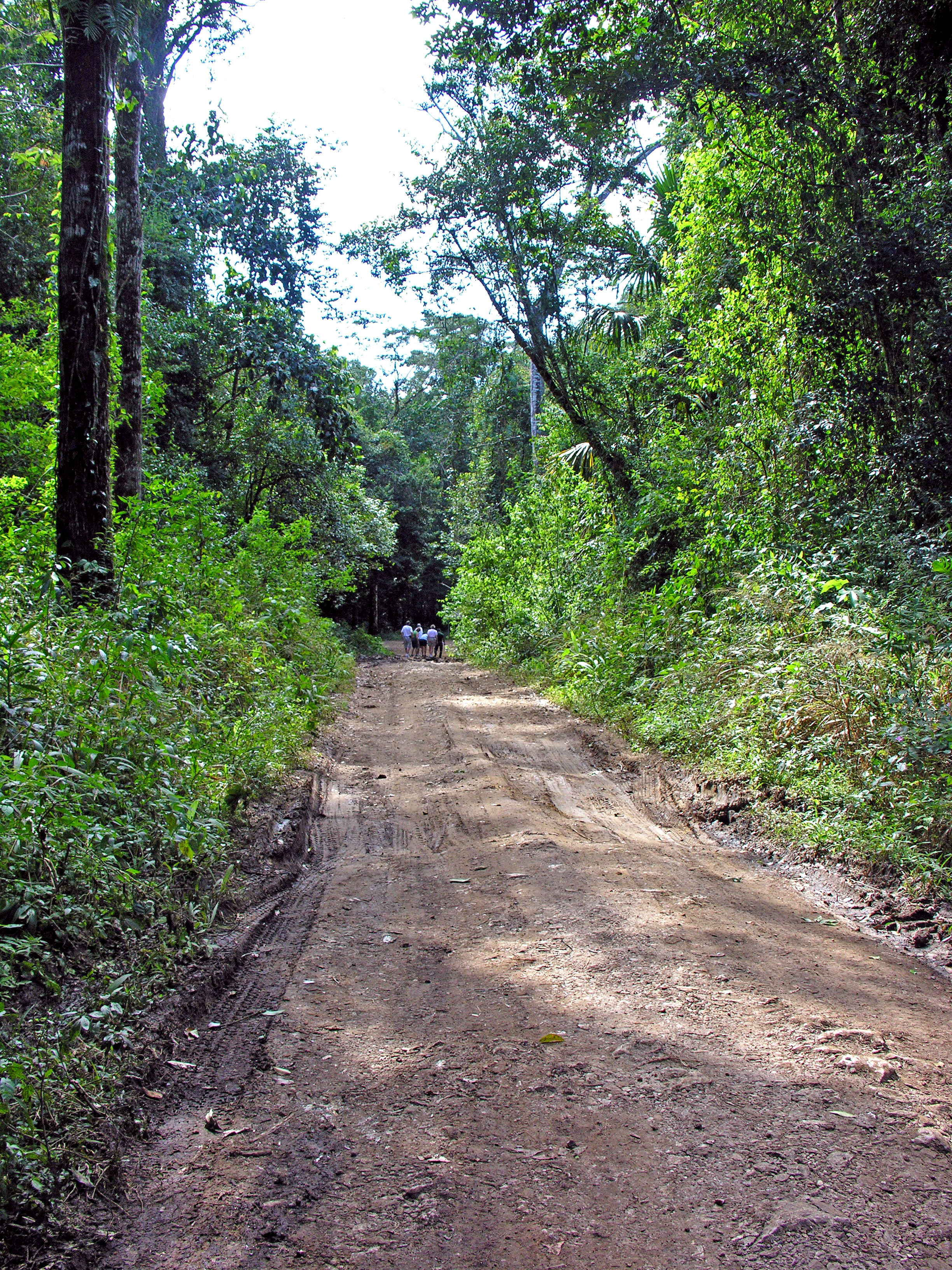
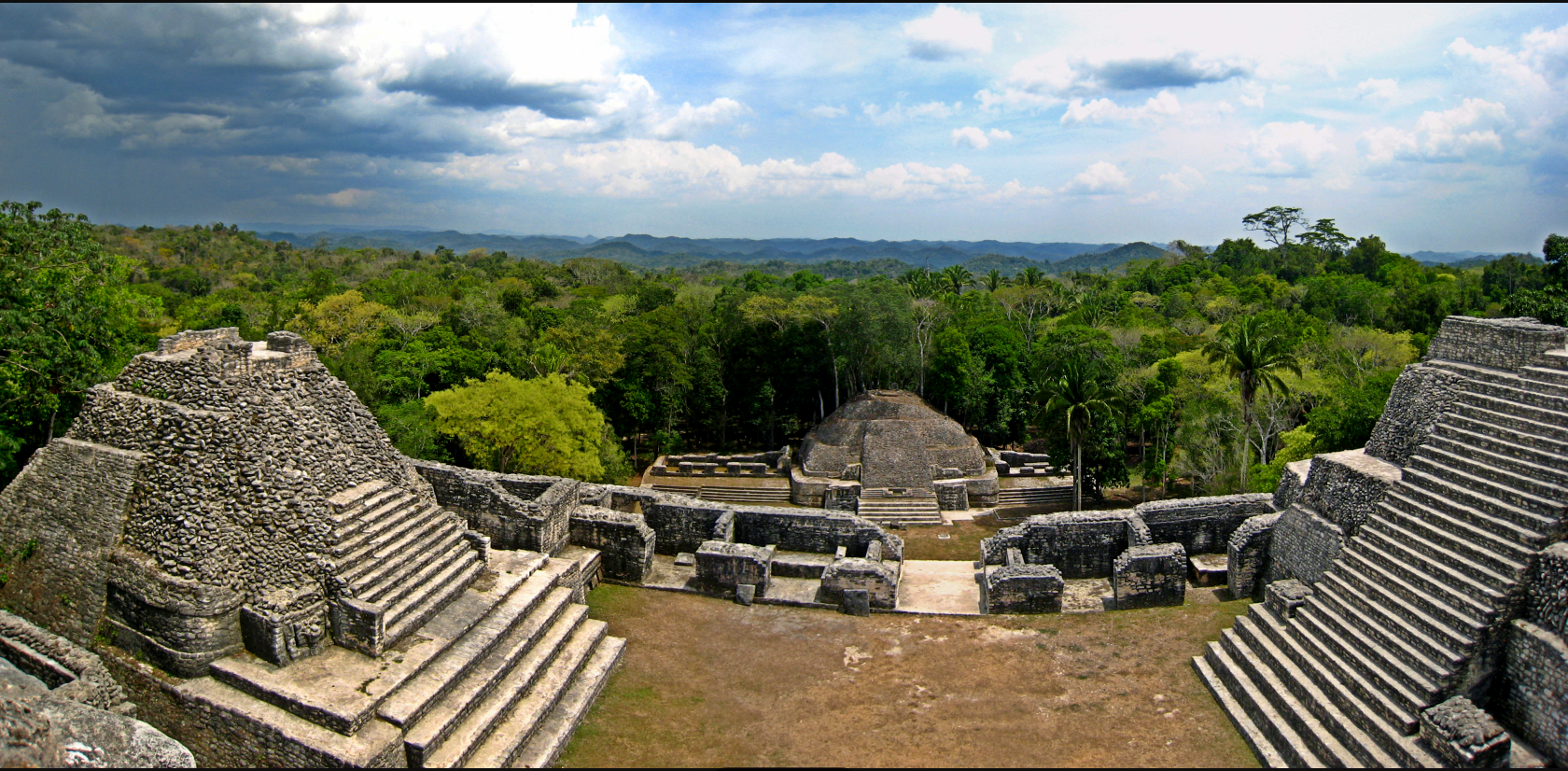
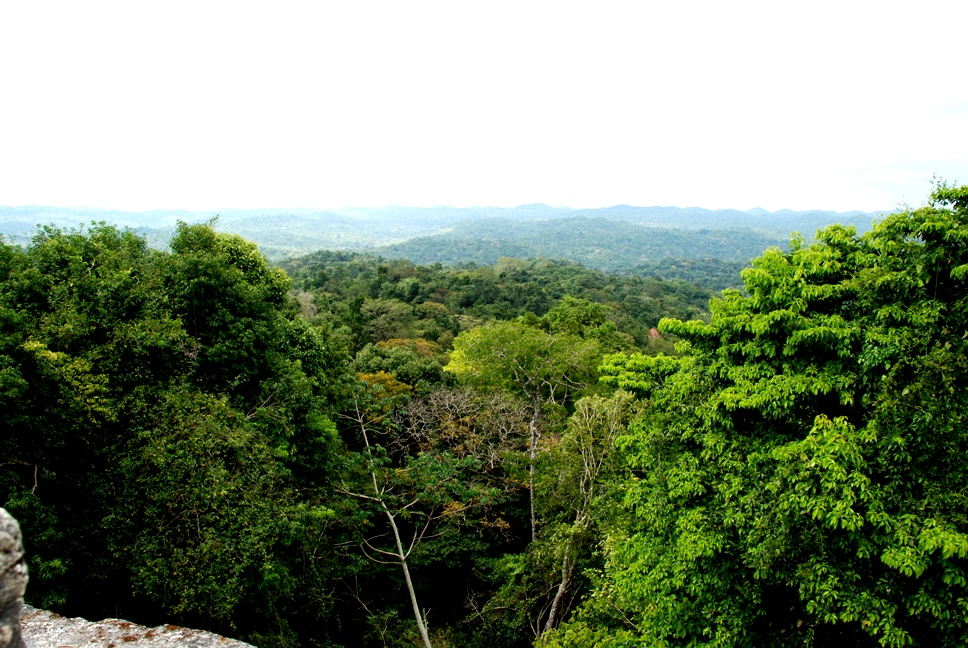
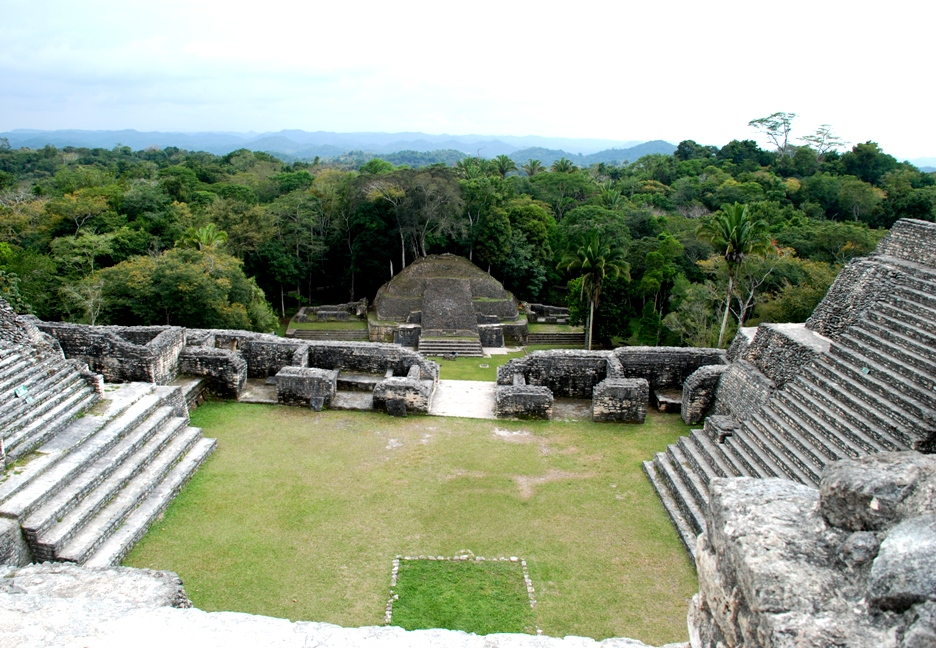
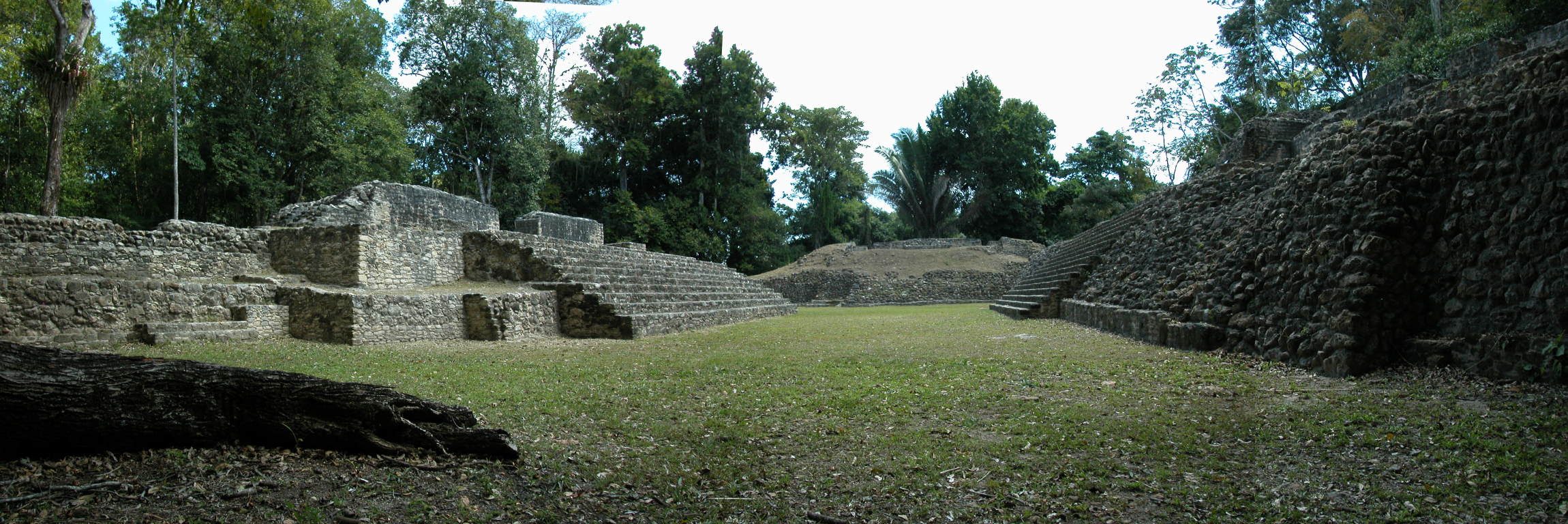

El Caracol